# Národní rada osvobození Jugoslávie
Národní rada osvobození Jugoslávie (srbochorvatsky Nacionalni komitet oslobođenja Jugoslavije, slovinsky Nacionalni komite osvoboditve Jugoslavije, makedonsky Национален комитет за ослободување на Југославија, NKOJ) byl v dobách druhé světové války nejvyšší orgán moci komunistických partyzánů pod vedením Josipa Broze Tita.
Orgán byl zřízen na druhém zasedání Protifašistické rady osvobození Jugoslávie (AVNOJ) v Bihaći na podzim 1943, a to s cílem vytvořit zárodek budoucí vlády rodícího se socialistického státu. NKOJ měla svého předsedu, tři místopředsedy a sbor pověřenců. Odpovědný byl předsednictvu AVNOJ. Předsedou a pověřencem pro národní obranu byl Josip Broz Tito. Rada sídlila nejprve v Drvaru (1943), později na ostrově Vis a nakonec se po osvobození přestěhovala do Bělehradu. Na základě dohody mezi Titem a Šubašićem byla poté 7. března 1945 rozpuštěna a nahrazena prozatímní jugoslávskou vládou, kterou tvořili jak komunisté, tak i někteří předváleční politici.
Složení Národní rady osvobození Jugoslávie pod druhém zasedání AVNOJ v listopadu 1943:
- Předseda a pověřenec pro národní obranu – maršál Josip Broz Tito (Chorvat/Slovinec)
- První místopředseda Edvard Kardelj (Chorvat)
- Druhý místopředseda Vladislav Ribnikar (Srb slovinského původu)
- Třetí místopředseda Božidar Magovac (Chorvat)
- Pověřenec pro zahraniční věci Josip Smodlaka (Chorvat)
- Pověřenec pro vnitřní věci Vlada Zečević (Srb)
- Pověřenec pro školství Edvard Kocbek (Slovinec)
- Pověřenec pro národní hospodářství Ivan Milutinović (†23. 10. 1944, Černohorec)
- Pověřenec pro finance Dušan Sernec (Slovinec)
- Pověřenec pro dopravu Sreten Žujović-Crni (Srb)
- Pověřenec pro národní zdraví dr. Milivoj Jambrišak (†10. 12. 1943, Chorvat)
- Pověřenec pro sociální politiku dr. Anton Kržišnik (Slovinec)
- Pověřenec pro soudnictví Frane Frol (Chorvat)
- Pověřenec pro výživu Mile Peruničić (Černohorec)
- Pověřenec pro stavebnictví Rade Pribićević (Srb)
- Pověřenec pro lesní hospodářství a hornictví Sulejman Filipović (Muslim)